# ユーグ (トゥール伯)
ユーグ・ド・トゥール（仏: Hugues de Tours, 独: Hugo von Tours, 780年頃 - 837年）は、トゥール伯、サンス伯。カロリング帝国のカール大帝とルートヴィヒ1世に仕えたが、828年2月に皇帝の不興を買い地位を追われた。

## 生涯

### 一族
ユーグはアルザスやサンスでも大きな勢力を有していた。811年、ユーグはバーゼル司教ハイドやフリウーリ公アイオと共にフランク王国の使者としてコンスタンティノープルに赴き、東ローマ帝国との間のニケフォロスの和約を更新した。821年、娘のエルマンガルドを共同皇帝ロタール1世に嫁がせ、カロリング皇帝家と強い同盟関係を築いた。824年にブルターニュ遠征に参加した。また彼の娘アデライード・ド・トゥールはオセール伯コンラート1世と結婚した。コンラート1世の死後、アデライードはロベール豪胆公と再婚した。

### 失脚
827年、ユーグはルートヴィヒ1世から、皇子ピピン1世のためにオルレアン伯マトフリドとともに兵を集め、スペイン辺境領に侵攻していた後ウマイヤ朝の将軍ウバイド・アッラー・アブー・マルワーンを撃退するよう命じられた。しかしユーグらは危機が去るまで出撃を遅延させたため、ティミドゥス（臆病公）というあだ名で呼ばれるようになった。ルートヴィヒ1世にとってバルセロナ征服は自身の経歴で最も重要なものだったため、これを救おうとしなかったユーグとマトフリドは皇帝の不興を買い、翌828年2月に地位を剥奪された。

### 反乱と死
とはいえ、ユーグはロタール1世の義父として強大な影響力を保っていたが、マトフリドとともにルートヴィヒ1世に対するロタール1世の反乱に加担した結果、ガリアの領土を完全に没収された。それでもイタリアにおける勢力は残っており、ロタール1世はユーグをロカーテ公とした。ユーグはモンツァ大聖堂の後援者となった。サンベルタン年代記によれば、ユーグやナント伯ランベルト1世は837年の疫病で死去した。またコルビー修道院長ワラも前年の秋に疫病で命を落としている。こうした有力者たちの相次ぐ死にルートヴィヒ1世は動揺したが、同時に息子であり最大の敵であるロタール1世の支持者が消えていったという点で、これを神の裁きであると解釈した。

## 子女
- エルマンガルド - 皇帝ロタール1世と結婚
- アデライード - オセール伯コンラート1世と結婚、ロベール豪胆公と再婚。
- ベルト - パリ伯ジェラール2世と結婚